# Document
Document ist das fünfte Studioalbum der US-amerikanischen Rockband R.E.M. und erschien im August 1987. Es war das letzte Album der Band, das von dem Indie-Label I.R.S. Records veröffentlicht wurde. 1988 wechselte R.E.M. zu dem Majorlabel Warner Bros. Records.

## Das Album
Document wurde 1987 einige Monate nach ihrer Raritäten-Kompilation Dead Letter Office veröffentlicht und ist das letzte Album, das mit neuen Songs unter dem Label I.R.S.-Records erschienen ist. Document ist das fünfte reguläre Studioalbum von R.E.M., worauf auf der Plattenhülle auch noch einmal hingewiesen wird. Mit dem Album begann die Zusammenarbeit mit Scott Litt, der bis 1996 alle Studioalben der Band produzierte.
Signifikant an Document ist, dass es den ersten US-Top-10-Hit der Band (The One I Love erreichte Platz 9 der Charts in den USA) enthält und das erste Album ihrer Karriere ist, das mit Platin ausgezeichnet wurde. Das Album erreichte den 10. Platz in der US-Hitparade, ferner Platz 76 in der Gesamtjahreshitparade der US-Billboard-Charts 1987 und kam in Großbritannien bis auf Chart-Position 29. Auch die Single-Auskopplung It’s the End of the World as We Know It (And I Feel Fine) erwies sich als großer kommerzieller Erfolg.
Die Band war zu dieser Zeit auf dem Weg, eine große Rockband mit internationaler Bekanntheit zu werden – doch nicht immer zur Freude ihrer Fans, die sich damals häufig aus College-Studenten zusammensetzten. Doch R.E.M. unterzeichnen im darauffolgenden Jahr einen neuen Plattenvertrag mit dem Major-Label Warner Bros. Records und ihr kommerzieller Erfolg sollte in den nächsten Jahren weiter steigen.

## Titelliste
Bis auf Strange stammen alle Songs aus der Feder von Bill Berry, Peter Buck, Mike Mills und Michael Stipe.
Seite 1
1. Finest Worksong – 3:48
2. Welcome to the Occupation – 2:46
3. Exhuming McCarthy – 3:19
4. Disturbance at the Heron House – 3:32
5. Strange (Bruce Gilbert, Graham Lewis, Colin Newman, Robert Gotobed) – 2:31

Seite 2
1. It’s the End of the World as We Know It (And I Feel Fine) – 4:05
2. The One I Love – 3:17
3. Fireplace – 3:22
4. Lightnin’ Hopkins – 3:20
5. King of Birds – 4:09
6. Oddfellows Local 151 – 5:21

Bonustracks der Neuauflage von 1993
Im Jahr 1993 veröffentlichte I. R. S Records eine Neuauflage von Document. Auf dieser waren Bonustracks enthalten, die zuvor nur auf den B-Seiten der Singles The One I Love, It’s the End of the World as We Know It (And I Feel Fine) und Finest Worksong zu finden waren.
1. Finest Worksong (Other Mix) – 3:47
2. Last Date (Floyd Cramer) – 2:16
3. The One I Love (Live) – 4:06
4. Time After Time, Etc. (Live) – 8:22
5. Disturbance at the Heron House (Live) – 3:26
6. Finest Worksong (Lengthy Club Mix) – 5:52

## Rezeption
Die Musikzeitschrift Rolling Stone wählte Document 2012 auf Platz 462 der 500 besten Alben aller Zeiten und auf Platz 41 der 100 besten Alben der 1980er Jahre.
In der Auswahl der 300 besten Alben aus dem Zeitraum 1985 bis 2014 von Spin belegt es Platz 227.
Die Website Pitchfork führt Document auf Platz 48 der 100 besten Alben des Jahrzehnts.
Time nahm Document in die Aufstellung der 100 wichtigsten Alben und It’s the End of the World as We Know It (And I Feel Fine) in die Auswahl der 100 besten Songs auf.